# Martin Lidegaard
Martin Lidegaard (født 12. december 1966 i København) er en dansk politiker, der siden 2022 har været politisk leder for Radikale Venstre. Han har været medlem af Folketinget siden 2015 og var tillige medlem i perioden 2001-2007. Lidegaard var udenrigsminister fra 2014 til 2015. Han var i 2008 medstifter af den grønne tænketank CONCITO. I 2011 blev han udpeget som klima- og energiminister samt bygningsminister. Han er bl.a. formand for Det Udenrigspolitiske Nævn fra 2019. Lidegaard indtrådte starten af 2021 som næstformand for gruppeledelsen i Radikale Venstre. Han blev politisk leder af Radikale Venstre efter Sofie Carsten Nielsens tilbagetræden efter folketingsvalget 2022.

## Uddannelse og karriere
Han er søn af forfatter Mads Lidegaard og journalist og forfatter Else Lidegaard og bror til tidligere ansvarshavende chefredaktør for Politiken og historiker m.m. Bo Lidegaard samt professor, dr.med. Øjvind Lidegaard.
Han er født og opvokset på Krogerup Højskole, gik på Humlebæk Kommuneskole 1973-1982, blev i 1985 samfundssproglig student fra Helsingør Amtsgymnasium, studerede fra 1987 på Roskilde Universitetscenter, var 1988-1992 redaktør på Universitetsavisen RUC NYT og blev i 1993 cand.comm. Han var assistent i Bikuben 1985, Dansk Røde Kors' asylcenter 1986-1987| og freelancekonsulent for Arbejderbevægelsens Internationale Forum 1992-93.
Fra 1993 var Lidegaard informationschef i Kommunernes Forsikring. Her havde han særligt ansvar for udbudsrunden i forbindelse med implementering af EU's tjenesteydelsesdirektiv 1993-96. Fra 1995 var Lidegaard informationschef og vicegeneralsekretær i Mellemfolkeligt Samvirke og formand for det grønne netværk af miljø-, og udviklingsorganisationer i Danmark 92-gruppen. Her havde han ansvar for bl.a. politikformulering på nationalt, europæisk og internationalt niveau, presse, medlemsforening, oplysningsarbejde og Mellemfolkeligt Samvirkes hjemmeside.
I 2008 var Martin Lidegaard kommunikationsrådgiver hos RelationsPeople og medstifter af CONCITO og fra 1. september samme år arbejdende formand for CONCITO. Han trak sig fra alle tillidsposter i Det Radikale Venstre og genopstillede ikke til Folketinget, da CONCITO er uafhængig af kommercielle og partipolitiske interesser.

## Politisk karriere
Lidegaard indledte sin politiske karriere som Det Radikale Venstres spidskandidat i Vestre Storkreds fra 2000 og han blev valgt ind i Folketinget ved valget den 20. november 2001. De Radikale bruger normalt sideordnet opstilling af kandidaterne, der betyder at partiets mandater tildeles kandidaterne efter antal personlige stemmer. Men ved en fejl kom partikontoret til at meddele, at kandidaterne i Københavns Vestre Storkreds opstillede kredsvis, hvilke indebærer at stemmer på partiet tildeles den første kandidat på listen, hvorfor rækkefølgen på kandidatlisten er afgørende. Det betød, at Martin Lidegaard med 517 personlige stemmer vandt over Charlotte Fischer, der fik 955. Charlotte Fischer forsøgte med et resolutionsforslag til de Radikales hovedbestyrelse i København at få Lidegaard til overlade mandatet til hende. Forslaget faldt med 25 stemmer mod 24.
I Folketinget blev Lidegaard energiordfører, trafikordfører og fødevareordfører. Han var pennefører og tovholder på det radikale udspil Det kreative Danmark.
Martin Lidegaard skiftede efterfølgende til Roskildekredsen, hvor han blev genvalgt ved folketingsvalget 18. januar 2005 og blev klimaordfører, miljøordfører, energiordfører, socialordfører, trafikordfører, formand for den radikale folketingsgruppes strategiske udvalg og medlem af gruppeledelsen. Han blev til gengæld ikke genvalgt til Folketinget ved valget i 2007, hvor Simon Emil Ammitzbøll vandt kredsens mandat.

### Ministerposter

#### Energi- og klimaminister 2011-2014
I 2011 blev Martin Lidegaard udnævnt til minister for klima, energi og bygninger i Regeringen Helle Thorning-Schmidt I og forlod derfor sin direktørpost i CONCITO.
Det største resultat i det første år af hans ministerperiode var vedtagelsen af det bredeste, grønneste og længstvarende energiforlig i Danmark nogensinde. Bag forliget står regeringspartierne, Venstre, Dansk Folkeparti, Enhedslisten og Konservative. Forliget var samtidig det første store, brede politiske forlig, som Regeringen Helle Thorning-Schmidt fik vedtaget. Ifølge de beregninger, der ligger bag forliget, er det forventningen at CO2-udledningen i 2020 være 34 procent mindre end den var i 1990. Energiforbruget vil være faldet med 12 procent i 2020 i forhold til 2006. Godt og vel 35 procent af energiforbruget vil komme fra vedvarende energikilder og knap 50 procent af vores elforbrug vil komme fra vind. Samtidig sikrer forliget, at erhvervslivet som helhed – og energisektoren i særdeleshed – får stabile rammer at arbejde ud fra.
Forligspartierne er enige om at fortsætte den udvikling, som har gjort Danmark til et af de mest energieffektive lande i verden. Samtidig er der taget beslutning om at opføre to store havvindmølleparker på henholdsvis Kriegers Flak og Horns Rev. Der vil også blive investeret i sol, bølger, biomasse og biogas.
En gennemsnitlig husholdning skal i 2020 betale 1300 kroner mere for energien som følge af den grønne omstilling energiforliget indebærer. Virksomhederne skal betale 200 kroner pr. ansat. Den samlede regning bliver på 3,5 milliarder kroner i 2020. Til gengæld er der penge at spare, fordi vi bruger mindre energi, og fordi vi er mindre udsatte over for prisstigninger på olie, kul og gas.
Lidegaards andet store resultat var vedtagelsen af det såkaldte energieffektiviseringsdirektiv under det danske EU-formandskab i første halvår 2012. Vedtagelsen faldt endeligt på plads under det sidste energirådsmøde den 15. juni 2012.
Vedtagelsen betyder, at EU når mere end 17 % energibesparelser i 2020. Direktivet er et minimumsdirektiv, derfor er der mulighed for, at vi kommer endnu tættere på EU-målet om 20 % energibesparelser i 2020.
Det centrale element i direktivet er en forpligtelse for energiselskaberne til at hjælpe deres kunder med at opnå energibesparelser.
På rådsmødet bakkede 26 af rådets medlemmer også op om formandskabets konklusioner vedr. Kommissionens Energikøreplan 2050. Konklusionerne sender et klart signal til Kommissionen om at fremlægge en ny energipolitisk ramme for 2030. Rammen skal være i overensstemmelse med det langsigtede mål om at begrænse CO2-udledningen i EU gennem bl.a. øget energieffektivitet, mere vedvarende energi og ny smart energiinfrastruktur.
I efteråret 2012 fremlægger Lidegaard en klimaplan, der skal give bud på, hvordan Danmark når regeringens reduktionsmål på 40% af drivhusgasudledningerne i 2020 som beskrevet i regeringsgrundlaget. Regeringens ultimative mål er et Danmark helt fri for forssile energikilder i 2050.
I 2012 kom Martin Lidegaard kraftigt i modvind, da han efter at have garanteret såvel overfor aviser som på TV og på egen Facebook profil, at "Vi laver selvfølgelig ikke regler om med tilbagevirkende kraft. Folk skal kunne stole på deres investeringer", hvorefter han alligevel foreslog solcelleordningen ændret. Ordningen straffede de folk, der havde investeret i 2012 på basis af ministerens ord ekstra hårdt, idet andre investorer fik 15 år til at forrente anlægget på gammel ordning, mens folk, der havde investeret i 2012 kun fik 10 år .
Der blev efterfølgende rejst kritik af, at finansieringen af energiforliget og særligt reglerne om tilskud til solcelleanlæg, ikke var blevet korrekt oplyst over for Folketinget. Dette blev i medierne kaldt "solcellesagen" og var genstand for en undersøgelse fra Rigsrevisionen, der konkluderede at: "Rigsrevisionen vurderer samlet set, at Klima-, Energi- og Bygningsministeriet ikke i tilstrækkelig grad har haft fokus på de økonomiske konsekvenser af lovgivningen vedrørende støtten til solcelleanlæg. Desuden vurderer Rigsrevisionen, at klima-, energi- og bygningsministeren ikke fyldestgørende har oplyst Folketinget herom".

#### Udenrigsminister 2014-2015
Ved ministerrokaden efter SF trak sig fra regeringen i 2014, overtog Martin Lidegaard ministerposten i Udenrigsministeriet efter Holger K. Nielsen (SF). Han beklædte posten til d. 28. juni 2015, hvor han blev afløst af Kristian Jensen (V).

### Formandsopgør 2020
Da Morten Østergaard den 7. oktober 2020 trådte tilbage som politisk leder som følge af en sexismesag mellem ham og partifællen Lotte Rod, stillede både Lidegaard og daværende næstformand Sofie Carsten Nielsen op til posten. Lidegaard tabte valget 4-12 stemmer blandt medlemmerne af folketingsgruppen, blandt andet på baggrund af en på det tidspunkt 10 år gammel sexismesag.
Efter nederlaget talte Lidegaard åbent om at forlade De Radikale, men blev efterfølgende næstformand i februar 2021.

### Politisk leder af Radikale Venstre
Ved folketingsvalget den 1. november 2022 blev Radikale Venstre mere end halveret i forhold til forrige valg, og den 2. november trak Sofie Carsten Nielsen sig som politisk leder. Dagen efter blev Lidegaard valgt til politisk leder af en enig folketingsgruppe; næstformanden blev i stedet Samira Nawa. Som politisk leder har han lagt en mere pragmatisk, midtersøgende linje og taget afstand fra ultimative krav.

## Privat
Martin Lidegaard blev i 2015 gift med Astrid Rathe, der arbejdede som ministersekretær for ham i hans tid som klima-, energi- og bygningsminister. Han var tidligere gift med Sniff Nexø, med hvem han har en datter.
Lidegaard har skrevet en lang række artikler, bl.a. om forholdene på Balkan.